# BTS Neustadt
Die BTS Neustadt (offiziell: Bremer Turn- und Sportgemeinde Neustadt von 1859 e. V.) ist ein Sportverein aus Bremen im Stadtteil Bremen-Neustadt. Der Verein entstand am 1. Januar 1972 durch den Zusammenschluss der Bremer TG und des TuS Bremen-Neustadt. Die erste Fußballmannschaft der Männer spielte zwei Jahre in der Oberliga Niedersachsen/Bremen. Die erste Fußballmannschaft der Frauen nahm zweimal an der Endrunde um die deutsche Meisterschaft und sechsmal am DFB-Pokal teil.

## Abteilungen
Die BTS Neustadt bietet ihren Mitgliedern in den zwölf Abteilungen die Möglichkeit verschiedene Sportarten auszuüben oder der Musik nachzugehen. Die zwölf Abteilungen sind: Badminton, Basketball, Fußball, Handball, Karate, Leichtathletik, Sportgymnastik, Spielmannszug, Folklore, Tischtennis, Turnen und Volleyball. Die erfolgreichsten Abteilungen, was die Anzahl der Mannschaften und die Höhe der Spielklassen angeht, sind die Abteilungen Fußball und Volleyball.

## Geschichte

### Männerfußball
Die Männermannschaft spielte zunächst in der Landesliga und stiegen 1973 in die Bezirksliga ab. Nach einem weiteren Verbandsligaintermezzo zwischen 1975 und 1978 gelang 1980 nach zwei Aufstiegen in Folge erstmals der Sprung ins Bremer Oberhaus. Zwei Abstiege in Folge brachte Mannschaft zurück in die Bezirksliga. Erst 1987 gelang der Wiederaufstieg, ehe 1991 die Rückkehr ins mittlerweile Verbandsliga genannte Bremer Oberhaus gelang. Nach zwei Jahren Abstiegskampf gelang 1994 die Qualifikation für die neu geschaffene Oberliga Niedersachsen/Bremen, weil die besser platzierten Vereine OT Bremen und TSV Lesum verzichteten.
Der Klassenerhalt wurde nur knapp verpasst. Vier Jahre später gelang der erneute Aufstieg in die Oberliga, die auch im zweiten Anlauf nicht gehalten werden konnte. Bis 2004 hielt sich die Mannschaft in der Bremer Verbandsliga. Seit dem Abstieg im Jahre 2008 spielt die Mannschaft in der Bremer Bezirksliga. In der Saison 2011/12 gewann der BTS die Bezirksliga-Meisterschaft und stieg somit in die sechstklassige Landesliga Bremen auf. Drei Jahre später folgte der Aufstieg in die Bremen-Liga, womit die Neustädter in die höchste bremische Spielklasse zurückkehrten.

### Frauenfußball
Die Fußballerinnen der BTS Neustadt konnten in der ersten Hälfte der 1980er Jahre ihren ersten Erfolge erzielen. 1983 und 1984 wurde die Mannschaft jeweils Bremer Meister, schied jedoch auf Bundesebene jeweils in der ersten Runde aus. Ebenfalls in den 1980er Jahren erreichte die Mannschaft viermal den DFB-Pokal, wo ebenfalls in der ersten Runde das Aus kam. In der Saison 1983/84 gab es eine 1:16-Niederlage beim KBC Duisburg. Nach vielen Jahren in der Bedeutungslosigkeit kehrte die Mannschaft 2006 in den DFB-Pokal zurück und unterlag in der ersten Runde dem VfL Wolfsburg mit 0:16. Mit Christine Frai stellte der Verein eine ehemalige FIFA-Schiedsrichterin.